# Родные люди (сериал, 2008)
«Родны́е лю́ди» — украинский мелодраматический телесериал.

## Сюжет
Многосерийная мелодрама о жизни молодой девушки Ольги Кузнецовой и её семье. Оля — студентка, живёт в обычной семье с мамой — медсестрой, папой, который владеет собственной мастерской, и старшей сестрой Анной. Относительно спокойная жизнь семьи Кузнецовых заканчивается, когда обе сестры знакомятся и влюбляются в одного молодого человека, Александра.
По настоянию матери Оле приходится уступить своего возлюбленного старшей сестре. Но их роман не заканчивается. Оля ждёт ребёнка от Саши, но он хочет это скрыть и убеждает Олю стать якобы суррогатной матерью для их с Аней ребёнка. Ольга соглашается на это условие, лишь бы не делать аборт, но после рождения не хочет отдавать ребенка и крадёт его. На протяжении сериала Оля Кузнецова превращается из наивной девочки-студентки в сильную женщину, в мать, готовую пойти на всё ради своего ребёнка.

## В ролях
- Марина Орлова — Ольга Ивановна Кузнецова, младшая дочь Ивана и Елизаветы Кузнецовых, сестра Анны Кузнецовой
- Анна Миклош — Анна Ивановна Кузнецова, старшая дочь Ивана и Елизаветы Кузнецовых, сестра Ольги Кузнецовой, главный бухгалтер мастерской Кузнецова
- Николай Добрынин — Иван Петрович Кузнецов, супруг Елизаветы Кузнецовой, отец Анны и Ольги Кузнецовых, владелец собственной мастерской
- Любовь Руденко — Елизавета Максимовна Кузнецова, супруга Ивана Кузнецова, мать Оли и Ани Кузнецовых, старшая медсестра городской больницы
- Надежда Каратаева — Раиса Константиновна, мать Елизаветы Кузнецовой, бабушка Анны и Ольги Кузнецовых
- Борис Невзоров — Вениамин Семёнович Румянцев, сосед Кузнецовых, отец Владимира Румянцева, главный бухгалтер строительной компании «София»
- Роман Пахомов — Владимир Вениаминович Румянцев, сын Вениамина Румянцева, друг Ольги Кузнецовой
- Андрей Лебединский — Александр Мальцев, сын Софьи Мальцевой, возлюбленный Анны и Ольги Кузнецовых, бывший спортсмен
- Инга Оболдина — Софья Григорьевна Мальцева, мать Александра Мальцева, сожительница Григория Потёмкина, владелец строительной компании «София»
- Игорь Головин — Григорий Павлович Потёмкин, сожитель Софьи Мальцевой, начальник уголовного розыска районного отдела внутренних дел, майор милиции
- Андрей Биланов — Роберт Андреевич Герц, крупный бизнесмен и меценат, владелец строительного холдинга «Родное заречье», основатель проекта «Город мечты», возлюбленный Эллы Воробьёвой
- Ирина Ефремова — Элла Андреевна Воробьёва, сестра Антона Воробьёва, бывшая девушка Александра Мальцева, возлюбленная Роберта Герца, директор благотворительного фонда «Ассоль»
- Даниил Воробьёв — Антон Андреевич Воробьёв, брат Эллы Воробьёвой, начальник охраны Роберта Герца
- Оксана Сташенко — Серафима Владленовна (Сима), соседка Кузнецовых и Румянцевых
- Анатолий Немов — Владимир Николаевич Лупанов, заведующий отделом телекоммуникаций мэрии
- Дмитрий Мазуров — Вадим
- Дарья Дроздовская — Рита
- Анна Кузина — Марина (лучшая подруга Оли)
- Евгений Ефремов — Илья Голубев, помощник Роберта Герца
- Андрей Новиков — Николай Лазарев, художник (в первой половине сериала)
- Пётр Кислов — Николай Лазарев, художник (во второй половине сериала)
- Артём Емцов — Кирилл Быков
- Дмитрий Меленевский — эпизод